# The Getaway
| 전문가 평가          | 전문가 평가 |
| 총 점수              | 총 점수     |
| 출처                 | 점수        |
| -------------------- | ----------- |
| AnyDecentMusic?      | 6.3/10      |
| 메타크리틱           | 66/100      |
| 평가 점수            |             |
| 출처                 | 점수        |
| AllMusic             | [ 6 ]       |
| Clash                | [ 7 ]       |
| Classic Rock         | [ 8 ]       |
| Consequence of Sound | C+          |
| The Independent      | [ 10 ]      |
| The Guardian         | [ 1 ]       |
| NME                  | [ 11 ]      |
| Pitchfork            | 5.4/10      |
| Rock Sound           | 6/10        |
| Rolling Stone        | [ 14 ]      |

《The Getaway》는 2016년 6월 17일, 워너 브라더스 레코드를 통해 발매된 미국의 록 밴드 레드 핫 칠리 페퍼스의 열한 번째 스튜디오 음반이다. 2011년 《I'm with You》 이후 밴드의 첫 번째 스튜디오 음반은 25년, 6장의 음반을 릭 루빈을 대신한 데인저 마우스가 프로듀싱을 맡았다. 이 음반은 2019년 존 프루시안테의 복귀에 앞서 기타리스트 조시 클링호퍼와 함께한 밴드의 두 번째이자 마지막 음반이다.
《The Getaway》는 영국, 캐나다와 함께 밴드의 모국인 미국에서 2위에 오르면서 10개국에서 1위로 데뷔했다. 그 음반은 대체로 호평을 받았다.
이 음반은 2016년 5월 5일, 첫 번째 싱글 〈Dark Necessities〉가 발매되기 전에 발매되었다. 이 음반의 타이틀곡은 공식 싱글로 발매되지 않았음에도 불구하고 영국에서 라디오 방송을 받았다. 〈Go Robot〉은 2016년 9월 8일, 음반의 두 번째 싱글로 발매되었고, 〈Sick Love〉는 2016년 12월 4일, 세 번째 싱글로 발매되었지만 차트에 오르지 못했다. 〈Goodbye Angels〉는 2017년 4월 4일, 네 번째 싱글로 발매되었다.

## 배경
2014년부터 제작이 시작됐지만 베이시스트 플리가 스노우보드를 타다가 팔이 부러지는 부상을 입어 프로젝트가 8개월이나 지연됐다. 보컬리스트 앤서니 키디스는 이렇게 말했다.
우리는 이 음반을 만드는 데 유별나게 어려운 경험을 했습니다. 20~30곡의 곡을 썼고, 모든 준비가 끝났고, 그렇게 될 줄 알았습니다. 그리고 나서 플리는 스노우보드를 타러 갔고 그의 팔이 심하게 부러졌습니다. 그것은 약간 실패였죠. 그래서 우리는 모든 것을 다시 생각해 보았습니다. 그리고 나서 프로듀서가 없었습니다. 그리고 우리는 이 모든 노래들로 인해 우주에서 길을 잃었습니다. 그리고 이런 일들이 일어날 수 있는 것처럼 의도된 것이었고, 모든 먼지가 가라앉았을 때, 데인저 마우스라고 불리는 브라이언 버턴이 나타나서 "녹음하러 가자"고 말했습니다. 우리는 "좋아요, 우리는 이 모든 노래들을 가지고 있어요"라고 했고 그는 "그것들을 놔두고, 스튜디오에 새로운 곡을 쓰러 가자"라고 말했습니다. 처음에는 이 모든 다른 노래들에 대한 애정과 결혼이 있었지만, 우리가 이 일을 하는 것을 본 유일한 방법은 그를 신뢰하고 우리의 낡은 생각들과 우리의 낡은 행동방식을 버리고 "이것이 잘 될거라면, 우리는 절벽에서 몸을 던지고 무슨 일이 일어나는지 봐야만 합니다."라고 말하는 것이었습니다.
2016년 5월 17일, 라디오 인터뷰에서 채드 스미스는 이 밴드가 릭 루빈을 사랑했지만 이번에는 다른 누군가와 함께 일하고 싶다고 말했다. 조시 클링호퍼는 그가 떠난 후인 2020년 초에 《I'm with You》의 녹음 중에 그와 릭 루빈 사이의 창조적이고 개인적인 차이점들이 그가 《The Getaway》의 다른 프로듀서를 선택하도록 이끌었다고 말할 것이다.
스미스는 또한 〈We Turn Red〉는 그가 가장 좋아하는 노래 중 하나이며, 자신도 좋아하는 펑키한 노래인 〈Go Robot〉은 싱글일 수도 있다고 말했다. 2016년 4월 말 녹음되어 시리우스 XM에 방영된 펄 잼의 마이크 매크리디와의 인터뷰에서 플리는 〈Go Robot〉이 첫 번째 싱글이 될 것이라고 밝히고, 이 곡을 재미있고 펑키하며 업 템포 잼으로 표현했으며, 프린스의 노래 〈Controversy〉에서 영감을 받았다. 같은 인터뷰에서 스미스는 조시 클링호퍼가 〈The Hunter〉에서 베이스를 연주하며, 이 곡은 플리가 연주하지 않은 음반의 유일한 곡이라고 말했다. 스미스는 클링호퍼의 연주를 폴 매카트니처럼 들린다고 묘사했다.
밴드는 2016년 5월 26일, 앨범 프리뷰 쇼에서 엘튼 존의 음반 참여 정보가 사실이며, 그가 〈Sick Love〉에서 피아노를 친다는 것을 확인했다. 존과 오랜 협력자 버니 토핀은 이 곡에 대한 작사 크레딧을 가지고 있다. 댓 독의 가수로 가장 잘 알려진 안나 워론커는 〈The Getaway〉에서 보컬을 맡고 있다. 2016년 6월 7일, 인터뷰에서 키디스는 데인저 마우스가 〈Dark Necessities〉가 첫 번째 싱글이 된 이유라고 말했다. 밴드는 〈The Getaway〉가 첫 번째 싱글이 되는 것을 추진했고, 경영진과 음반사는 〈Go Robot〉을 원했다. 〈Encore〉는 원래 기악 잼으로 시작되었고 I'm with You Tour에서 처음으로 공연되었다.
키디스는 2016년 5월 9일, BBC 라디오 2와의 인터뷰에서 서정적으로 많은 곡들이 "핵폭탄처럼 완전히 무너진 2년 간의 관계에 의해 영향을 받았다"며 그가 가장 좋아하는 곡은 〈The Getaway〉라고 말했다.

## 커버 아트
음반 커버는 케빈 피터슨이 그린 그림이다. 피터슨에 따르면, "레드 핫 칠리 페퍼스는 다가오는 음반의 커버를 위해 제 그림 《Coalition II》를 사용하고 싶어했습니다. 나는 그것이 멋지다고 말했지만 사인을 받으려고 저를 괴롭히지 않았습니다. Chloe and @Chelsea Marie Bradley의 훌륭한 모델 제작에 특별한 감사를 드립니다." 2016년 5월 5일 케빈 앤 빈 쇼의 인터뷰에서 앤서니 키디스는 음반 커버에 대해 이렇게 말했다. "보통 우리는 약간 더 높은 갈색을 띠게 됩니다. 그리고 이것은 동물임에도 불구하고 매우 따뜻하고 인간적으로 느껴졌습니다. 그리고 우리이기도 합니다. 채드는 곰이고, 조시는 소녀이고, 플리는 너구리이고, 저는 맨앞의 재미있는 작은 까마귀입니다."

## 상업적 성과
이 음반은 호주, 오스트리아, 벨기에, 아일랜드, 이탈리아, 스위스, 네덜란드, 뉴질랜드 등 여러 나라에서 1위로 데뷔했으며, 캐나다, 덴마크, 독일, 헝가리, 핀란드, 프랑스, 그리스, 노르웨이, 폴란드, 스웨덴, 영국, 미국 등에서 톱10에 진입했다.
본국 미국에서 《The Getaway》는 빌보드 200에서 11만 8천장의 음반으로 드레이크의 《Views》에 이어 2위로 데뷔했다. 《The Getaway》는 미국에서 데뷔한 전체 음반 판매량, 디지털 음반 판매량, 록 음반, 얼터너티브 음반의 1위 음반이다. 이 음반은 1991년 《Blood Sugar Sex Magik》으로 거슬러 올라가 지난 25년 동안 차트에서 상위 4위 안에 데뷔한 그룹의 7번째 연속 음반이다. 두 번째 주에, 《The Getaway》는 빌보드 200에서 2만 8천 대(76% 하락)를 벌어들이며 9위로 떨어졌다.
영국에서 이 음반은 라디오헤드의 《A Moon Shaped Pool》에 이어 4만장이 팔리는 영국 음반 차트에서 2위로 데뷔했다.
2017년 6월, 기준으로, 《The Getaway》는 미국에서 463,000장이 팔렸다.

## 곡 목록
| #   | 제목                        | 작사·작곡                                                      | 재생 시간 |
| --- | --------------------------- | -------------------------------------------------------------- | --------- |
| 1.  | 〈The Getaway〉             | 앤서니 키디스, 플리, 조시 클링호퍼, 채드 스미스, 브라이언 버턴 | 4:10      |
| 2.  | 〈Dark Necessities〉        | 키디스, 플리, 클링호퍼, 스미스, 버턴                           | 5:02      |
| 3.  | 〈We Turn Red〉             | 키디스, 플리, 클링호퍼, 스미스, 버턴                           | 3:20      |
| 4.  | 〈The Longest Wave〉        | 키디스, 플리, 클링호퍼, 스미스                                 | 3:31      |
| 5.  | 〈Goodbye Angels〉          | 키디스, 플리, 클링호퍼, 스미스                                 | 4:29      |
| 6.  | 〈Sick Love〉               | 키디스, 플리, 클링호퍼, 스미스, 엘튼 존, 버니 토핀             | 3:41      |
| 7.  | 〈Go Robot〉                | 키디스, 플리, 클링호퍼, 스미스                                 | 4:24      |
| 8.  | 〈Feasting on the Flowers〉 | 키디스, 플리, 클링호퍼, 스미스, 버턴                           | 3:23      |
| 9.  | 〈Detroit〉                 | 키디스, 플리, 클링호퍼, 스미스                                 | 3:47      |
| 10. | 〈This Ticonderoga〉        | 키디스, 플리, 클링호퍼, 스미스                                 | 3:35      |
| 11. | 〈Encore〉                  | 키디스, 플리, 클링호퍼, 스미스                                 | 4:11      |
| 12. | 〈The Hunter〉              | 키디스, 플리, 클링호퍼, 스미스, 버턴                           | 4:00      |
| 13. | 〈Dreams of a Samurai〉     | 키디스, 플리, 클링호퍼, 스미스                                 | 6:09      |

## 인증
| 국가                                                                                         | 인증     | 판매량/출하량 |
| -------------------------------------------------------------------------------------------- | -------- | ------------- |
| 오스트리아 (IFPI 오스트리아)                                                                 | 골드     | 7,500*        |
| 캐나다 (뮤직 캐나다)                                                                         | 골드     | 40,000^       |
| 프랑스 (SNEP)                                                                                | 골드     | 50,000        |
| 독일 (BVMI)                                                                                  | 골드     | 100,000       |
| 헝가리 (MAHASZ)                                                                              | 플래티넘 | 2,000^        |
| 이탈리아 (FIMI)                                                                              | 골드     | 25,000*       |
| 네덜란드 (NVPI)                                                                              | 골드     | 25,000        |
| 폴란드 (ZPAV)                                                                                | 플래티넘 | 20,000        |
| 스위스 (IFPI 스위스)                                                                         | 골드     | 10,000^       |
| 영국 (BPI)                                                                                   | 골드     | 100,000       |
| 요약                                                                                         |          |               |
| 전세계                                                                                       | —        | 1,000,000     |
| *판매량을 기반으로 한 인증 · ^출하량을 기반으로 한 인증 · 판매량+스트리밍을 기반으로 한 인증 |          |               |